# الغالة (قارة)

تعديل مصدري - تعديل

الغالة هي إحدى قرى عزلة قارة بمديرية قارة التابعة لمحافظة حجة، بلغ تعداد سكانها 58 نسمة حسب تعداد اليمن لعام 2004.